# 大維
大維（だいすけ、1990年3月31日 - ）は、日本の俳優。ワタナベエンターテインメント所属。本名は、冨賀見 大維（ふかみ だいすけ）。兵庫県神戸市出身。身長183cm、O型
特技はラグビー。

## 人物
- モデルとしても展示会やショーで活躍するほか、映画にも出演。主な出演作品に、ショー『M'c REGER+BEAMS』、映画『クローズZEROII』など。

## 主な出演

### 映画
- クローズZEROII（2009年）
- ゼブラーマン -ゼブラシティの逆襲-（2010年）
- サムライ・ダッシュ（2011年）
- 指輪をはめたい（2011年） - 金田 役
- ハードロマンチッカー（2011年）

### 舞台
- office inveider produce stage #2 舞台版『ヘルプマン!』（2011年）（大嶺 役）
- PU-PU-JUICE 第11回公演 『奇跡の男』 主演・風間トオル（2011年）（棚橋 役）
- RISU PRODUCE vol.11『ぼくはだれ』〜取調室での攻防2011〜（2011年）（中田容疑者 役）

### CM・広告
- 妙高メガマウント
- コナミ 『jubeat』

### PV
- 矢井田瞳『同情みたいなLOVE』